# 加拿大轮胎

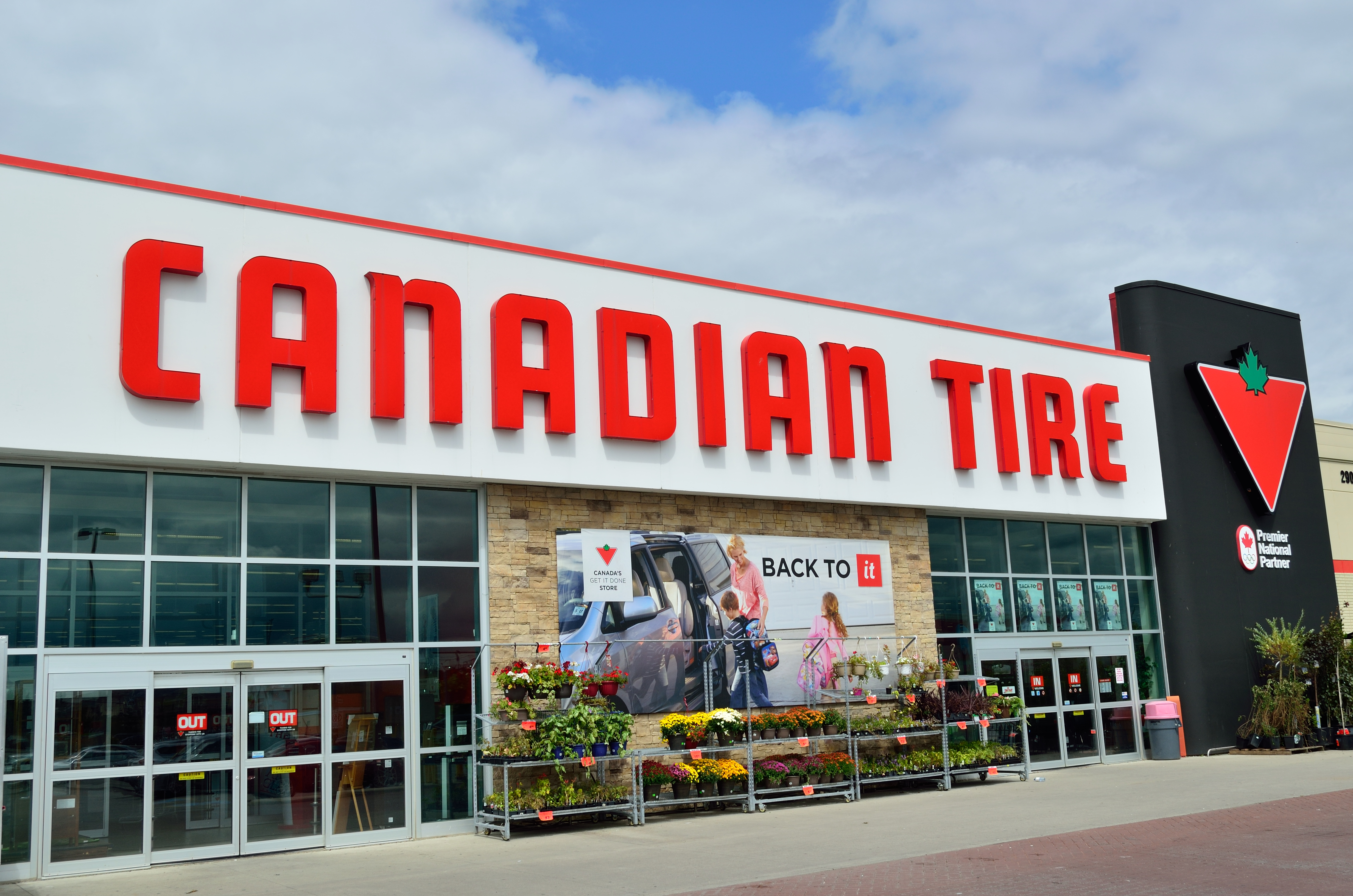
加拿大輪胎零售店

加拿大轮胎有限公司（英語：Canadian Tire Corporation, Limited）是加拿大最大的零售業集團，旗下有汽车零配件、工業用電器及家電、電子產品、派對活動用品、五金、專業及業餘体育用品、登山用品、打獵用品、園藝用品、休閒服飾以及家具（一些門市还出售玩具和食品）。除了零售業之外，集團旗下有加拿大轮胎石油（Canadian Tire Petroleum）, 加拿大輪胎銀行（Canadian Tire Bank）以及加拿大輪胎金融服務（Canadian Tire Financial Services）；Mark's（L’Équipeur），為集團旗下一家男装、女装、鞋类和工作服零售商；体育用品和运动服装零售集团FGL Sports；以及零售汽车零部件和配件的PartSource。加拿大轮胎总部位于安大略省多伦多。